# 3787 Aivazovskij
3787 Aivazovskij este un asteroid din centura principală, descoperit pe 11 septembrie 1977 de Nikolai Cernîh.